# Velskola
Velskola est un quartier de la ville d'Espoo en Finlande.

## Description
Velskola compte 66 habitants (31.12.2016).
Ses voisins sont Lakisto, Lahnus, Luukki, Röylä, Nuuksionpää et Vihti.